# Gustaf Wilhelm Rein
Gustaf Wilhelm Rein, född 18 januari 1841 i Vasa, död 26 januari 1907 i Helsingfors, var en sjökapten och den förste befälhavaren på Finlands första isbrytare Murtaja.
Gustaf Wilhelm Rein växte upp i Vasa i en köpmans- och skeppsredarsläkt från Brahestad. Han avlade sjökaptensexamen vid Navigationsskolan i Kristinestad. Rein påbörjade som 23-åring sin karriär inom sjöfarten som styrman i Brahestad, han blev snart befälhavare på en brigg som ägdes av fadern och kom att i många år segla på världshaven. År 1879 återvände han till Vasa för att utgående därifrån köra ruttrafik mellan Bottenvikens hamnar med fartyget Ahkera och senare Tärnan.
När Finlands första egentliga isbrytare Murtaja byggdes 1890 utnämnde Lotsstyrelsen G. W. Rein till kapten och den tjänsten behöll han tills han en kort tid innan sin död den 26 januari 1907 pensionerade sig.
Gustaf Wilhelm Rein är begravd i Vasa och har där fått Reinsgatan på Vasklot, som leder till Vasa hamn, uppkallad efter sig. I hamnen finns även Reinskajen.